# Йоанис Накицас
Йоанис Накицас или Пакицас (на гръцки: Ιωάννης Νακίτσας, Πακίτσας) е гъркомански революционер от влашки произход, деец на Гръцката въоръжена пропаганда в Македония от началото на XX век.

## Биография
Йоанис Накицас е роден във влашкото село Грамоща (Грамос), тогава в Османската империя. Включва се в гръцката въоръжена акция в Македония и действа с чета в Костурско и в Корещата, като сътрудничи на Георгиос Цондос.
Установява се в Костур, където застава начело на гръцкия комитет. На 26 октомври 1906 година посещава жена си в Здралци, но е разкрит от властите и при опита да бъде заловен загива. Погребан е в Костур.